# Треврон
Тревро́н (фр. Trévron, брет. Treveron, галло Terveron) — коммуна во Франции, находится в регионе Бретань. Департамент — Кот-д’Армор. Входит в состав кантона Ланвалле. Округ коммуны — Динан.
Код INSEE коммуны — 22380.

## География
Коммуна расположена приблизительно в 330 км к западу от Парижа, в 45 км северо-западнее Ренна, в 55 км к востоку от Сен-Бриё.

## Население
Население коммуны на 2016 год составляло 690 человек.
| 1962 | 1968 | 1975 | 1982 | 1990 | 1999 | 2008 | 2016 |
| ---- | ---- | ---- | ---- | ---- | ---- | ---- | ---- |
| 602  | 615  | 565  | 594  | 679  | 664  | 687  | 690  |

## Администрация
| Период | Период | Фамилия          | Партия       | Примечания               |
| ------ | ------ | ---------------- | ------------ | ------------------------ |
| 1977   | 1983   | Анри Сюа         |              |                          |
| 1983   | 2008   | Дидье Вуазен     |              |                          |
| 2008   | 2014   | Франсис Герзидер |              |                          |
| 2014   |        | Жаг-Пьер Массар  | Разные левые | руководитель предприятия |

## Экономика
В 2007 году среди 432 человек в трудоспособном возрасте (15—64 лет) 331 были экономически активными, 101 — неактивными (показатель активности — 76,6 %, в 1999 году было 71,6 %). Из 331 активных работали 297 человек (168 мужчин и 129 женщин), безработных было 34 (14 мужчин и 20 женщин). Среди 101 неактивных 42 человека были учениками или студентами, 25 — пенсионерами, 34 были неактивными по другим причинам.

## Достопримечательности
- Церковь Сен-Лоран (XV век)

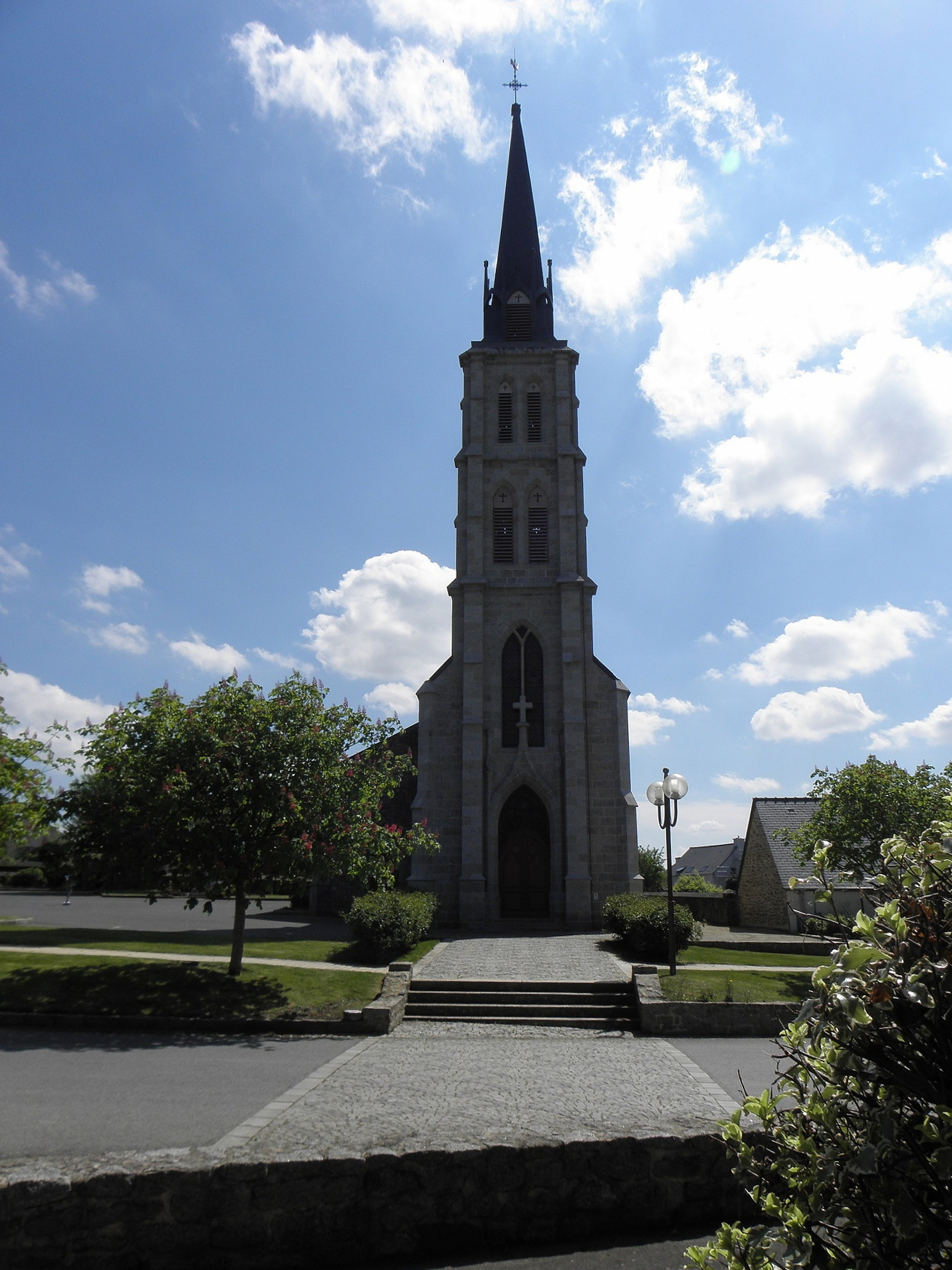
Церковь Сен-Лоран

  - Статуя Св. Лаврентия (XVIII век). Высота — 130 см. Исторический памятник с 1970 года[8]
  - Статуя «Мадонна с младенцем» (XVII век). Высота — 150 см. Исторический памятник с 1970 года[9]
- Замок Шалонж (XV век). Исторический памятник с 1926 года[10]
- Усадьба Петивьен (XVII век)
- Гранитный кельтский крест (XII—XIV века)